# آنا اندرسون
آنا اندرسون (۱۶ دسامبر ۱۸۹۶–۱۲ فوریه ۱۹۸۴) یک شیاد بود که ادعا می‌کرد دوشس بزرگ آناستازیا روسیه است. آناستازیا، کوچک‌ترین دختر آخرین تزار و تزارینا روسیه، نیکلاس دوم و الکساندرا، همراه با والدین و خواهر و برادرش در ۱۷ ژوئیه ۱۹۱۸ توسط انقلابیون کمونیست در یکاترینبورگ روسیه به قتل رسید، اما محل جسد او تا سال ۲۰۰۷ مشخص نبود.
در سال ۱۹۲۰، اندرسون پس از اقدام به خودکشی در برلین در یک بیمارستان روانی بستری شد. در ابتدا، او با نام Fräulein Unbekannt (به آلمانی برای دوشیزه ناشناخته) انتخاب شد زیرا از افشای هویت خود خودداری می‌کرد. بعداً از نام چایکوفسکی و سپس اندرسون استفاده کرد. در مارس ۱۹۲۲، ادعاهایی مبنی بر اینکه اندرسون یک دوشس بزرگ روسی است برای اولین بار مورد توجه همگان قرار گرفت. بیشتر اعضای خانواده دوشس بزرگ آناستازیا و کسانی که او را می‌شناختند، از جمله آموزگار دربار، پیر گیلیارد، گفتند که اندرسون یک شیاد بود، اما دیگران باورشان شده بود که او آناستازیا است. در سال ۱۹۲۷، یک تحقیق خصوصی که توسط برادر تزارینا، ارنست لوئیس، دوک بزرگ هسن، انجام شد، اندرسون را به عنوان فرانزیسکا شانزکووسکا، کارگر کارخانه لهستانی با سابقه بیماری روانی شناسایی کرد. پس از یک دعوای قضایی طولانی مدت، دادگاه‌های آلمان رای دادند که اندرسون نتوانسته‌است ثابت کند آناستازیا است، اما از طریق پوشش رسانه ای، ادعای او شهرت پیدا کرد.

## پناهندگی دالدورف (۱۹۲۰–۱۹۲۲)

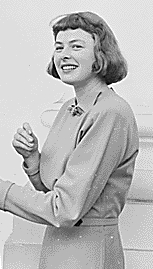
بازیگر اینگرید برگمن برای بازی در نقش «آنا/آناستازیا» در فیلم آناستازیا در سال ۱۹۵۶ برنده جایزه اسکار شد. اگرچه این فیلم از ادعای اندرسون الهام گرفته شده‌است، اما تا حد زیادی تخیلی است.

در ۲۷ فوریه ۱۹۲۰، زن جوانی در برلین با پریدن از پل بندلربلاک به داخل کانال لندوهر اقدام به خودکشی کرد. او توسط یک پلیس نجات یافت و در بیمارستان الیزابت در خیابان لوتزوپلاتز بستری شد. از آنجایی که او فاقد مدارک شناسایی بود و از معرفی خود امتناع کرد، به عنوان Fräulein Unbekannt («خانم ناشناس») در یک بیمارستان روانی در دالدورف (اکنون ویتناو، در راینیکندورف) بستری شد، و برای دو سال بعد در آنجا ماند. این بیمار ناشناس زخم‌هایی روی سر و بدن خود داشت و آلمانی را با لهجه ای که توسط کادر پزشکی به عنوان «روسی» توصیف شده بود صحبت می‌کرد.

## آلمان و سوئیس (۱۹۲۲–۱۹۲۷)
در ماه مه ۱۹۲۲، پوترت، شوابه و تولستوی معتقد بودند که این زن آناستازیا است، اگرچه بوخهودن گفت که هیچ شباهتی وجود ندارد. با این وجود، این زن از آسایشگاه خارج شد و اتاقی در خانه بارون آرتور فون کلایست، یک مهاجر روسی که قبل از سقوط تزار رئیس پلیس لهستان روسیه بود، در برلین به او داده شد. پلیس برلین که پرونده را اداره می‌کرد، بازرس کارآگاه فرانتس گرونبرگ، فکر می‌کرد که کلایست "ممکن است انگیزه‌های پنهانی داشته باشد، همان‌طور که در محافل مهاجران به آن اشاره شده بود: اگر شرایط قدیمی در روسیه احیا شود، او امیدوار بود که از نظر ظاهری پیشرفت بزرگی داشته باشد.

## دژ سیون (۱۹۲۷)
در سال ۱۹۲۷، تحت فشار خانواده‌اش، والدمار تصمیم گرفت که هیچ گونه حمایت مالی بیشتری از چایکوفسکی ارائه نکند و سرمایه‌های دانمارک قطع شد. دوک جورج لوختنبرگ، یکی از بستگان دور تزار، به او خانه ای در قلعه سیون داد. برادر تزارینا، ارنست لوئیس، دوک اعظم هسن، یک کارآگاه خصوصی به نام مارتین ناپف را استخدام کرد تا این ادعاها را که شایکوفسکی آناستازیا است را بررسی کند.

## ایالات متحده (۱۹۲۸–۱۹۳۱)
در سال ۱۹۲۸، ادعای چایکوفسکی در ایالات متحده مورد توجه و توجه قرار گرفت که گلب بوتکین مقالاتی را در حمایت از هدف او منتشر کرد. تبلیغات بوتکین توجه یکی از عموزاده‌های دور آناستازیا، زنیا لیدز، شاهزاده خانم سابق روسیه را که با یک صنعتگر ثروتمند آمریکایی ازدواج کرده بود، جلب کرد. بوتکین و لیدز ترتیبی دادند که چایکوفسکی با هزینه لیدز با کشتی برنگاریا به ایالات متحده سفر کند. در سفر از سیون به ایالات، چایکوفسکی در پاریس توقف کرد و در آنجا با آندری ولادیمیرویچ بزرگ روسیه، پسر عموی تزار، که معتقد بود او آناستازیا است، دیدار کرد. چایکوفسکی به مدت شش ماه در املاک خانواده لیدز در خلیج اویستر، نیویورک زندگی کرد.

## آلمان (۱۹۳۱–۱۹۶۸)
بازگشت اندرسون به آلمان باعث جلب توجه مطبوعات شد و اعضای بیشتری از اشراف آلمانی را به سمت او کشاند. او دوباره به عنوان میهمان خیرخواهان خود به صورت دوره‌گرد زندگی کرد. در سال ۱۹۳۲، روزنامه بریتانیایی نیوز آو د ورلد داستانی جنجالی منتشر کرد که او را به عنوان یک هنرپیشه رومانیایی متهم کرد که مرتکب کلاهبرداری شده‌است. وکیل او، فالوز، به دلیل افترا از این روزنامه شکایت کرد، اما این پرونده طولانی تا آغاز جنگ جهانی دوم ادامه یافت، در آن زمان پرونده منتفی شد زیرا اندرسون در آلمان زندگی می‌کرد و ساکنان آلمان نمی‌توانستند در کشورهای دشمن شکایت کنند. از سال ۱۹۳۸، وکلای مدافع اندرسون در آلمان، توزیع دارایی تزار در روابط شناخته شده او را به چالش کشیدند و آنها نیز به نوبه خود هویت او را به چالش کشیدند. دعوا به‌طور متناوب بدون حل و فصل برای چندین دهه ادامه یافت. لرد مونت باتن برخی از لوایح حقوقی روابط آلمانی خود را علیه اندرسون ارائه کرد. این دادرسی طولانی‌مدت به طولانی‌ترین شکایت در تاریخ آلمان تبدیل شد.

## سالهای پایانی (۱۹۶۸–۱۹۸۴)
بوتکین در شهر دانشگاهی شارلوتسویل، ویرجینیا زندگی می‌کرد و یکی از دوستان محلی او، استاد تاریخ و نسب‌شناس جان ایکات «جک» ماناهان، هزینه سفر اندرسون به ایالات متحده را پرداخت کرد. او با ویزای بازدید شش‌ماهه وارد کشور شد و اندکی قبل از انقضای آن، اندرسون در ۲۳ دسامبر ۱۹۶۸ در یک مراسم مدنی با مناهان که ۲۰ سال از او کوچکتر بود ازدواج کرد. جک مناهان از این ازدواج راحت لذت برد، و خود را به عنوان «دوک بزرگ در انتظار» یا «داماد تزار» توصیف کرد. این زوج در اتاق خواب‌های جداگانه در خانه ای در دانشگاه سیرکل در شارلوتزویل زندگی می‌کردند و همچنین صاحب مزرعه ای در نزدیکی اسکاتسویل بودند. او در دسامبر ۱۹۶۹ درگذشت. در فوریه سال بعد، ۱۹۷۰، پرونده‌های قضایی سرانجام به پایان رسید و هیچ‌یک از طرفین نتوانستند هویت اندرسون را مشخص کنند.

## شواهد دی‌ان‌ای
در سال ۱۹۹۱، اجساد تزار نیکلاس دوم، تزارینا الکساندرا و سه تن از دخترانشان از یک گور دسته جمعی در نزدیکی یکاترینبورگ نبش قبر شدند. آنها بر اساس هر دو تجزیه و تحلیل اسکلتی و آزمایش DNA شناسایی شدند. به عنوان مثال، دی‌ان‌ای میتوکندریایی برای مطابقت با روابط مادری مورد استفاده قرار گرفت، و دی‌ان‌ای میتوکندریایی از استخوان‌های ماده با شاهزاده فیلیپ، دوک ادینبورگ، که مادربزرگ مادری او، شاهزاده ویکتوریا هسن و توسط راین، خواهر الکساندرا بود، مطابقت داشت. اجساد تزارویچ الکسی و دختر باقی مانده در سال ۲۰۰۷ کشف شد. آزمایش‌های مکرر و مستقل DNA تأیید کرد که بقایای جسد هفت عضو خانواده رومانوف هستند و ثابت کرد که هیچ‌یک از چهار دختر تزار از تیراندازی خانواده رومانوف جان سالم به در نبرده‌اند.

## ارزیابی
اگرچه کمونیست‌ها کل خانواده امپراتوری رومانوف، از جمله دوشس بزرگ آناستازیا ۱۷ ساله را در ژوئیه ۱۹۱۸ به قتل رساندند، اما سال‌ها پس از آن اطلاعات نادرست کمونیستی شایعاتی را در مورد زنده ماندن اعضای خانواده تزار ایجاد کرد. شایعات متناقض در مورد سرنوشت خانواده به شیادان اجازه داد که ادعاهای جعلی داشته باشند که از کلاهبرداران رومانوف زنده مانده‌اند.

## در رسانه
رویس رایتون، نمایشنامه نویس، در سال ۱۹۷۸ دربارهٔ آنا اندرسون، من آن کسی هستم که هستم. مانند نمایشنامه‌های قبلی، اندرسون را به عنوان «شخصی با ارزش ذاتی که قربانی حرص و طمع و ترس دیگران شده» به تصویر می‌کشد و تلاشی برای تعیین هویت واقعی خود نداشته‌است.
باله سر کنت مک میلان، آناستازیا، که برای اولین بار در سال ۱۹۶۷ اجرا شد، از من، آناستازیا، یک زندگینامه به عنوان الهام بخش استفاده کرد و "یک فانتزی دراماتیک دربارهٔ آنا اندرسون است، زنی که خود را آناستازیا می‌داند. . . . او چه در حافظه و چه در تخیل، قسمت‌هایی از گذشته آناستازیا را تجربه می‌کند . . . این سازه نوعی کابوس چرخان آزاد است که توسط شخصیت مرکزی قهرمان با بازی لین سیمور در کنار هم نگه داشته شده‌است. یک منتقد معاصر فکر می‌کرد که سیمور «پرتره پرتنش و عذاب‌آور آنا اندرسون ناامید» کاملاً خارق‌العاده و واقعاً تأثیرگذار است. آنا اندرسون همچنین در باله یوری واموس در سال ۱۹۹۲ برای تئاتر بازل، زیبای خفته به عنوان یک ابزار روایت استفاده شد. - آخرین دختر تزار، بر اساس زیبای خفته پیوتر ایلیچ چایکوفسکی نیز اثر دیگری از زندگی اوست.